# 精華くるりんバス

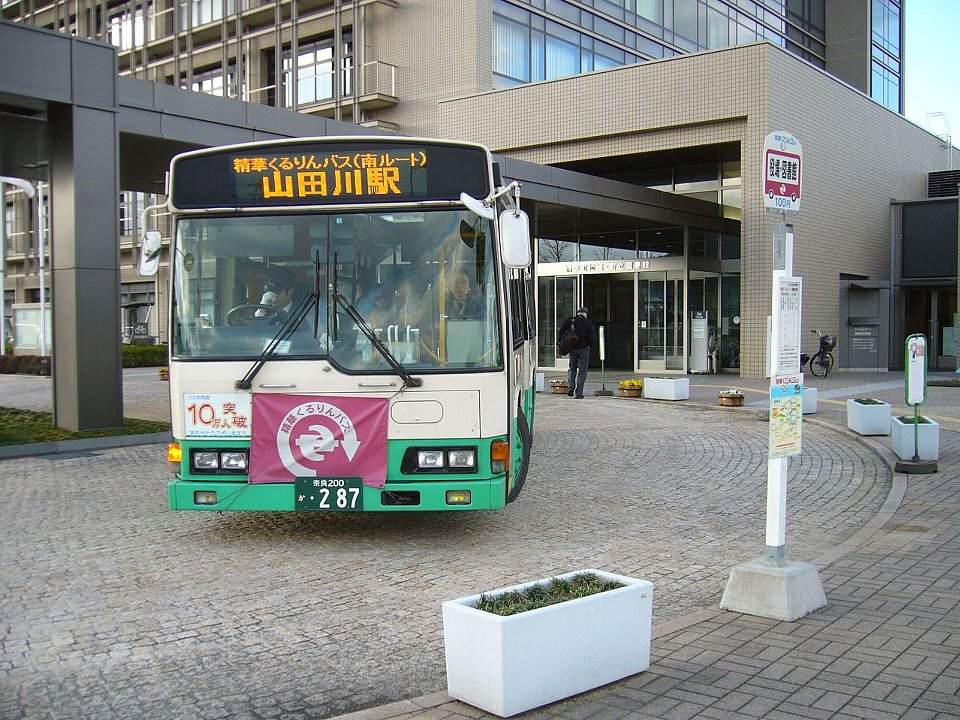
役場・図書館バス停にて

精華くるりんバス（せいかくるりんバス）は、京都府相楽郡精華町が運行するコミュニティバス。2005年3月より試験運行開始、同年7月より正式運行開始。
奈良交通平城営業所が運行受託している。当初はエヌシーバス郡山営業所に運行委託していたが、2007年11月1日より移管された。

## 概要
祝園駅を起終点として町内北部を循環する「北ルート」、祝園駅西口と近鉄京都線山田川駅を町内南部を大回りして結ぶ「南ルート」の2路線が運行されている。
精華町が設置する公共交通会議によれば、「高齢者や交通弱者の足として、公益性の高い施設を結び、地域交流の促進を図り、福祉を増進するコミュニティバス」と定義づけられている。
車外広告を募集しており、京都銀行や南都銀行、京都廣学館高等学校など、沿線の企業や学校、病院や福祉施設などの協賛を得て運行経費の確保に努めている。停留所ポールは、くるりんバスオリジナルデザインのものを使用している。
同じ平城営業所が運行受託する、隣接する木津川市のきのつバスと違い、既存の奈良交通の路線バスとは異なる路線が設定されており、停留所名も既存停留所と同一の場所であっても異なる名称を採用していることが多い。停留所名も「スーパーフレスコ前（現：池谷公園前）」、「アピタ・コーナン前」など、近辺の民間商業施設名を採用するなど、公営コミュニティバスとしては柔軟な対応が見られる。また車内では沿線の催し物を案内するなどのサービスを行っている。
沿線にはニュータウンや関西文化学術研究都市（精華・西木津地区）があり、多くの区間で奈良交通の路線が並行して走るものの、奈良交通より運賃が安いこともあって、町民からはくるりんバス増便を求める声が高い。

## 沿革
- 2005年
  - 3月3日 - 試験運行開始。最初の4ヶ月間は試験的に無料運行していた。
  - 7月1日 - 正式運行開始。運賃が100円均一となる。
- 2007年
  - 11月1日 - エヌシーバスから奈良交通平城営業所へ移管。専用回数券を発売。
- 2009年
  - 11月24日 - 一部再編に伴うダイヤ改正が行われる[6]。
- 2010年
  - 8月20日 - 精華町桜が丘3丁目にフレスコ高の原桜が丘店が開店[7]。
  - 12月16日 - ダイヤ改正[8]。北ルートの経路変更が行われる[9]。
- 2011年
  - 12月9日 - 精華町地域公共交通会議を設立、第1回会議を開催する[8]。
- 2012年
  - 3月 - 利用者50万人を達成[8]。
  - 6月1日・6月3日 - 「利用者50万人達成感謝祭」として無料乗車日とする[8]。
- 2013年
  - 7月 - 利用者60万人を達成[5]。
  - 8月1日 - ダイヤ改正[5]。南ルートを一部延伸し、学研都市病院方面への試験運行を開始[5]。「学研都市病院」停留所を新設し、「東畑口」停留所を移設する[5]。
  - 8月3日・8月4日 - 「利用者60万人達成感謝祭」として無料乗車日とする[5]。
  - 9月 - 南ルート「スーパーフレスコ前」停留所付近にあったフレスコ高の原桜が丘店が閉店。

- 2014年
  - 3月20日 - 『せいか公共交通ニュース Vol.3』で、学研都市病院方面への試験運行による経費の増大と利用者減少が報じられる[10]。
  - 3月下旬 - 端末間通信ネットワーク実験のため車内にモニターが設置される。
  - 4月下旬- 端末間通信ネットワーク実験実施。モニターに精華町の情報や天気などの情報を表示、精華町役場・祝園駅西口ほか主要施設に同じモニターを設置し接近時に案内する[注釈 3]。2018年3月で終了予定だったが2019年3月まで延長された。
  - 7月31日 - この日をもって、南ルートの学研都市病院方面への試験運行を終了[11]。
  - 8月1日 - ダイヤ改正[11]。南ルートの「スーパーフレスコ前」停留所を「池谷公園前」に改称[11]。
- 2016年
  - 2月 - 利用者80万人を達成[12]。
  - 4月1日 - ダイヤ改正[12]。北ルートに「狛田・下狛駅東」停留所を新設し、従来の「狛田・下狛駅」停留所を「狛田・下狛駅西」に改称する[12]。
- 2021年
  - 4月27日 - 交通系ICカード利用開始。

## 運賃・乗車券類
- 運賃は100円均一（大人・小人同額）、未就学児は無料[1]。毎日運行だが、年末年始の12月29日から1月3日までは運休[3]。
- 運賃が低額に抑えられているため、障害者や高齢者などに対する割引制度はない。前乗り先払い後降り方式となっている。奈良交通に移管された2007年11月1日より専用回数券が発売され利用可能となった。
- 専用回数券は11枚綴りで1000円、くるりんバス車内および奈良交通バス案内所 （近鉄京都線新祝園駅改札東側）で販売している[1]。
- 2021年04月27日よりICカード（CI-CA、PiTaPa、ICOCA、Kitaca、PASMO、Suica、manaca、TOICA、はやかけん、nimoca、SUGOCA）が利用できるようになった。

## 路線
同じ車両が北ルート→南ルート、南ルート→北ルートと連続して運行する際には、祝園駅西口で時間調整のため数分間停車するが、そのまま乗り継ぐことができる（追加運賃は不要）。
- 南ルート
  - 祝園駅西口〜役場・図書館〜アピタ・コーナン前〜けいはんなプラザ〜東畑口〜東畑〜光台南〜精華南中学校〜山田川駅

- 北ルート（循環）
  - 祝園駅西口→菅井→祝園駅東口（近鉄新祝園駅）→むくのきセンター→狛田・下狛駅→いちご園→祝園駅西口

### 鉄道との接続
- 西日本旅客鉄道（JR西日本）片町線（学研都市線）
  - 祝園駅、下狛駅で接続。
- 近畿日本鉄道（近鉄）京都線
  - 狛田駅、新祝園駅（東西出口とも）、山田川駅で接続。
- 近畿日本鉄道（近鉄）けいはんな線
  - 南ルート「光台南」「柘榴」停留所から徒歩または奈良交通バスにより学研奈良登美ヶ丘駅で接続。

## 車両
車両は、奈良交通カラーの車両の正面に「精華くるりんバス」の幕を、車体横の広告欄に表示をそれぞれ掲示している。
その後、精華町広報キャラクター「京町セイカ」（公式萌えキャラ）などがラッピングされたいすゞ・エルガ、日野・レインボーHRが専用車両として登場し運行されている。
なお、精華くるりんバスの情報案内紙『せいか公共交通ニュース』にも京町セイカが登場する。